# Hippeastrum marumbiense
Hippeastrum marumbiense är en amaryllisväxtart som först beskrevs av Pierfelice Ravenna, och fick sitt nu gällande namn av Van Scheepen. Hippeastrum marumbiense ingår i släktet amaryllisar, och familjen amaryllisväxter. Inga underarter finns listade i Catalogue of Life.